# اسلاوسک
شهر اسلاوسک (به روسی: Славск) در کشور روسیه و در اوبلاست کالینینگراد واقع شده‌است.